# Canthidium moroni
Canthidium moroni är en skalbaggsart som beskrevs av Kohlmann och M. Alma Solis 2006. Canthidium moroni ingår i släktet Canthidium och familjen bladhorningar. Inga underarter finns listade.